# 滨海沃莱特
滨海沃莱特（法語：Veulettes-sur-Mer，法語發音：[vølɛt syʁ mɛʁ]）是法国滨海塞纳省的一个市镇，属于迪耶普区。

## 地理
滨海沃莱特（49°50'50"N, 0°35'46"E）面积4.71 平方千米，位于法国诺曼底大区滨海塞纳省，该省份为法国北部沿海省份，其西部及北部濒大西洋英吉利海峡，东起顺时针与索姆省、瓦兹省、厄尔省和卡爾瓦多斯省接壤。
与滨海沃莱特接壤的市镇（或旧市镇、城区）包括：帕吕埃勒、圣马丹欧比诺。

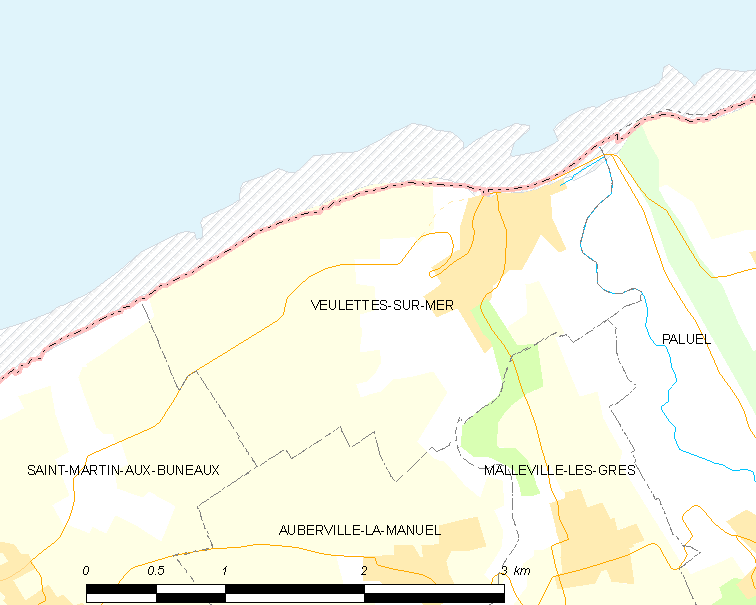
滨海沃莱特的OSM定位图

滨海沃莱特的时区为UTC+01:00、UTC+02:00（夏令时）。

## 行政
滨海沃莱特的邮政编码为76450，INSEE市镇编码为76736。

## 政治
滨海沃莱特所属的省级选区为科地区圣瓦勒里县。

## 人口

1962-2008年间滨海沃莱特人口变化图示

滨海沃莱特于2022年1月1日时的人口数量为280人。